# ناهمواری (فیلم)
«ناهمواری» (انگلیسی: Terrain) فیلمی در ژانر علمی–تخیلی است که در سال ۱۹۹۴ منتشر شد.